# Travnická pevnost
Travnická pevnost (bosensky Travnička tvrđava, známá též jako Stará pevnost, bosensky Stari grad) je dochovaná středověká pevnost v bosenském městě Travnik. Jedná se o hlavní turistickou atrakci města a kulturní památku celonárodního významu. 

## Název
V historických zdrojích má pevnost různé názvy. Středověké zdroje uvádí název Garbun, nejspíše bylo ilyrského původu. Rakousko-uherské zdroje ji označovaly pod pojmem kaštel. 

## Popis objektu
Pevnost zabírá plochu nepravidelného pětiúhelníku. Přistupuje se do ní po historickém kamenném mostě. Vstup je možný jedinou kamennou branou (orientovanou na západní stranu, k příkopu). Přímo za ní se nacházela hlavní obytná budova, která byla po příchodu Turků přebudována na mešitu. Do současné doby se z této stavby dochovaly pouze základy obvodových zdí a minaret, který byl integrován do hlavního obranného zdiva. Nápadnou stavbou je dvoupatrová věž s kruhovým půdorysem, která sloužila ke skladování zbraní. Střelný prach a další se nacházely v blízké budově s půdorysem obdélníkovým. Na severním okraji pevnosti se nachází bývalá nádrž na vodu a masivní věž, která poskytovala jedinečný výhled na pevnost, město i údolí řeky Lašvy.

## Historie
Pevnost vznikla ještě před příchodem Turků na Balkán. Turci zde umístili vojenskou posádku čítající několik set lidí. Vojáci tu byli přítomni trvale od roku 1480, zbudována byla rovněž i mešita, která nesla jméno sultána Bajezida II. Pevnost mírně přestavovali i rozšiřovali; i přesto se ale dochovala většina středověkého zdiva a staveb – Osmané nepřikládali Travniku podstatný význam, a proto byly změny víceméně malé. V roce 1712 bylo zaznamenáno, že v pevnosti byla umístěna čtyři děla, roku 1809 zaznamenal tehdejší rakouský konzul v Travniku děl devět. Mimo jiné pro turecké vojsko pevnost sloužila jako sklad zbraní (stejně jako řada dalších pevností v Bosně, např. v Bihaći). K tomuto účelu byla také zbudovaná hlavní věž, která se nachází ve středu objektu a která má dvě patra.
V 18. a 19. století sloužila pevnost také jako vězení.
Pro účely vojska sloužila pevnost v meziválečném období a v roce 1946 ji obsadila Jugoslávská lidová armáda. Od roku 1953 spadá pevnost pod Regionální muzeum Travnik; v místní věži se nachází některé z expozic. V současné době je hlavní turistickou atrakcí města.